# Offenham
Offenham est une localité anglaise située dans le comté du Worcestershire.